# リア・スタルマン
リア・スタルマン（Ria Stalman、1951年12月11日 - ）は、オランダの南ホラント州デルフト出身の円盤投選手。1984年ロサンゼルスオリンピックの円盤投における金メダリストである。このことで彼女は同年、オランダ スポーツマンオブザイヤーを受賞した。
自己最高記録は1984年の7月に達成した71.22メートルで、オランダの国内記録となっており未だに破られていない。
2016年になってロサンゼルスオリンピックを含む現役時代の終盤2年間に筋肉増強剤のアナボリックステロイドを使用していたことを告白。